# بازی خشن (فیلم ۲۰۱۳)
بازی خشن (کره‌ای: 배우는 배우다) فیلمی به کارگردانی شین یئون-شیک و نویسندگی کیم کی-دوک محصول سال ۲۰۱۳ کره جنوبی است. 